# Kadića Brdo
Kadića Brdo (en serbe cyrillique : Кадића Брдо) est un village de Bosnie-Herzégovine. Il est situé sur le territoire de la ville d'Istočno Sarajevo, dans la municipalité de Sokolac et dans la république serbe de Bosnie. Selon les premiers résultats du recensement bosnien de 2013, il compte 13 habitants.

## Géographie
Le village est situé à la confluence de la Brešnjica et de la Bioštica, un affluent de la Krivaja.

## Démographie

### Évolution historique de la population dans la localité
| 1948 | 1953 | 1961 | 1971 | 1981 | 1991 | 2013 |
| ---- | ---- | ---- | ---- | ---- | ---- | ---- |
| -    | -    | 106  | 108  | 50   | 42   | 13   |

|  |